# 270 Park Avenue
270 Park Avenue (также JPMorgan Chase Tower и Union Carbide Building) — 52-этажный небоскрёб, который располагался в Нью-Йорке на Манхэттене.
Бывшее здание штаб-квартиры компании Union Carbide, спроектированное архитектурной фирмой Skidmore, Owings & Merrill. После того, как Union Carbide в 1982 году переместила свою штаб-квартиру в Данбери, штат Коннектикут, башня 270 Park Avenue стала штаб-квартирой корпорации JPMorgan Chase. В феврале 2018 года было объявлено, что здание 270 Park Avenue будет снесено и заменено новой башней высотой 370 метров для объединённой штаб-квартиры JPMorgan Chase. В середине 2021 года снесённое здание Union Carbide Building высотой 210 метров стало самым высоким зданием в мире, добровольно снесенным; а также третьим по высоте зданием, когда-либо разрушенным (после башен-близнецов Всемирного торгового центра). Строительство нового небоскрёба должно быть завершено в 2025 году.

## История
270 Park Avenue находилась на Манхэттене в Мидтауне и занимало целый квартал на земельном участке площадью около 7 400 м². Соседние с ним здания: New York Mercantile Library, 400 Madison Avenue, Tower 49, 277 Park Avenue, 245 Park Avenue и Мэдисон-авеню, 383.
Здание Union Carbide Building было спроектировано архитекторами Гордоном Буншафтом и Натали де Блуа (главный проектировщик) из архитектурного бюро Skidmore, Owings & Merrill. На тот момент небоскрёб стал самым высоким зданием в мире, спроектированным женщиной; она удерживала эту пальму первенства последующие 50 лет.
Строительство здания началось в 1957 году и окончилось в 1960 году. Имея высоту 215 метров, башня Union Carbide Building стала самым высоким сооружением на Парк-авеню, и самым высоким небоскрёбом, построенным в городе с 1933 года.
Union Carbide Building имело общую площадь 140 000 м², сдаваемая в аренду площадь составляла 108 000 м². Каждый этаж башни занимал 1630 м². Union Carbide изначально планировала занять все здание, но в 1958 году решила сдать в аренду некоторые помещения. Первые 700 сотрудников Union Carbide переехали в здание 18 апреля 1960 года, когда заканчивалось сооружение верхних этажей. К сентябрю 1960 года здание было полностью занято. Семнадцать офисных арендаторов арендовали этажи с 14 по 23, а четыре коммерческих арендатора занимали первый этаж. Union Carbide занимала остальные 41 этаж, где находилось более 4000 её сотрудников.
270 Park Avenue продолжала служить штаб-квартирой Union Carbide до 1981 года, после чего компания переместила штаб-квартиру в Коннектикут, а здание стало штаб-квартирой корпорации JPMorgan Chase. В 2012 году здание 270 Park Avenue получило платиновый сертификат LEED от U.S. Green Building Council после проведения самой масштабной реконструкции в своей истории. Так как к концу 2010-х годов в здании размещалось 6000 сотрудников на площади, рассчитанной на 3500 человек, JPMorgan Chase начала искать себе новое здание. В 2013 году Комиссия по сохранению достопримечательностей Нью-Йорка отклонила просьбу обозначить здание 270 Park Avenue в качестве достопримечательности (что в будущем предотвратило бы снос строения без одобрения комиссии). В связи с этим в феврале 2018 года JPMorgan Chase объявила, что снесет бывшее здание Union Carbide Building, чтобы освободить место для нового сооружения, которое будет вдвое выше. В январе 2019 года была подана заявка в Департамент строительства Нью-Йорка на получение разрешения на снос, а компания Howard I. Shapiro & Associates была нанята для сноса здания Снос здания был завершен в середине 2021 года — оно стало самым высоким строением в мире, снесённым по желанию владельца, обогнав небоскрёб Зингер-билдинг, снесенный в 1968 году. Также 270 Park Avenue стало третьей по высоте разрушенной башней (после башен-близнецов Всемирного торгового центра, разрушенных во время терактов 11 сентября 2001 года).